# Улица Воеводина
У́лица Воеводина расположена между Проспектом Ленина и Улицей Малышева в Центральном жилом районе Екатеринбурга (Ленинский административный район). Протяженность улицы с севера на юг составляет около 400 м.

## История
Улица получила название в честь Василия Савватеевича Воеводина, котельщика железнодорожных мастерских и одного из организаторов Красной гвардии в Екатеринбурге, погибшего в 1918 году в бою с белогвардейцами под Сылвинским заводом.
Территория улицы застраивалась вместе с Екатеринбургским заводом ещё в XVIII веке, но в течение почти двух веков на картах не обозначалась. Здесь находились старые заводские шлаковые отвалы, на которых и возникла небольшая улочка в несколько домов с одной стороны и с высокой стеной, возведённой в 1813—1818 годах и тянувшейся во всю длину улицы — с другой. При организации Исторического сквера стену уничтожили, от неё остался небольшой фрагмент — рядом с Проспектом Ленина.
Застройка улицы имела нумерацию № 1—5 (нечётная сторона), 2—6 (чётная).

## Достопримечательности
- Дом № 4 — Жилой дом. Сдан в 1959[2][3], центральная часть дома имеет 7 этажей, боковые — 5, в доме 180 квартир общей площадью 12012,5 м², в 10 подъездах[2]. В доме имеются как однокомнатные квартиры площадью 36-37 м², так и 4-комнатные — 90-93 м²[2]. Отличаются квартиры 7-го подъезда дома, где на каждом этаже по 2 квартиры — 3-комнатная 75-76 м², и самые большие квартиры в этом доме, 4-комнатные — 128—130 м²[2]. В начале 1970-х в этом доме проживал вместе с семьёй будущий президент России Борис Ельцин[1], в одной из квартир 7-го подъезда дома, площадью 130 м² (в этом подъезде ныне проживает также народная артистка СССР В. М. Баева). Ныне дом перестал быть «элитным», однако, по состоянию на конец 2010 цены на 130-метровые квартиры составляют около 10 млн.руб.[3]
- Дом № 5 — Госпиталь Екатеринбургского завода. Построен в 1749 году. Является памятником архитектуры и объектом культурного наследия[4]. К дому пристроено двухэтажное здание Екатеринбургского музея изобразительных искусств, имеющее тот же адрес. Госпиталь Екатеринбургского завода состоял из четырёх корпусов, блокированных по периметру внутри двора. Главный фасад имел симметричную композицию из двух корпусов с вписанным между ними четырёх колонным портиком с треугольными фронтами, оформляющим вход. Корпуса были увенчаны барочными кровлями. За XIX век облик здания менялся несколько раз. После госпиталя в нём размещался острог, а затем Александровская градская богадельня. В 1843 году в здании представляла первые театральные спектакли знаменитая труппа Соколова. В 1980-х здание кардинально перестроили — для переезда в него Екатеринбургского музея изобразительных искусств[1].